# جون الكسندر ماثيسون
جون الكسندر ماثيسون هو قاضي وسياسي كندي، ولد في 19 مايو 1863 في كندا، وتوفي في 7 يناير 1947 في تشارلوت تاون في كندا. حزبياً، نشط في حزب المحافظين التقدمي لجزيرة الأمير إدوارد. وقد انتخب رئيس وزراء جزيرة الأمير إدوارد ‏ (2 ديسمبر 1911 – 21 يونيو 1917).